# Années 240

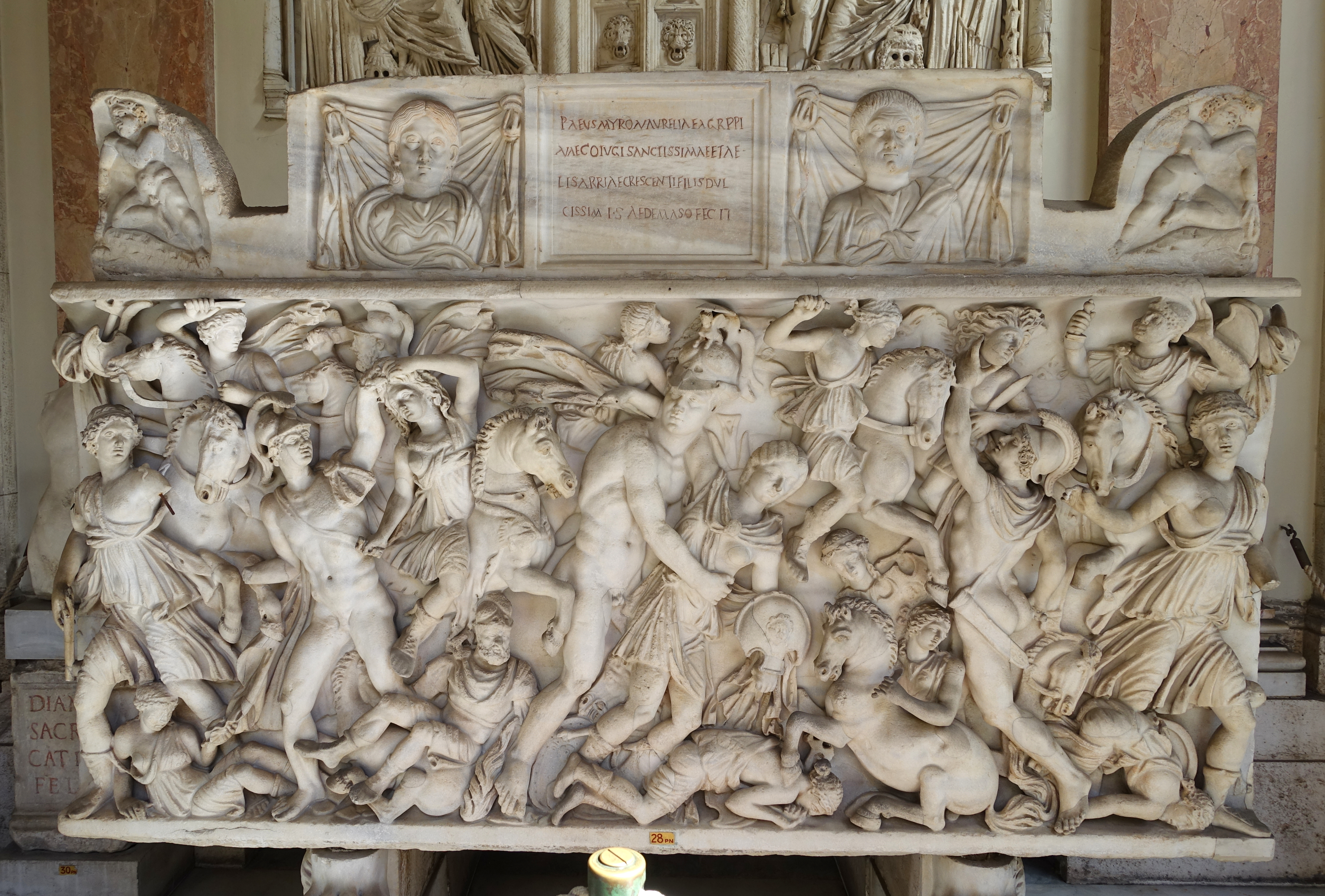
Amazonomachy

Les années 240 couvrent la période de 240 à 249.

## Événements
- 235-285 : crise du troisième siècle dans l'empire romain[1].
- 240-272 : règne du roi sassanide Shapur Ier. Il fonde une capitale, Gundishapur près de Suse et bâtit sans doute le palais de Ctésiphon[2].
- 240-242 : début de la prédication de Mani en Iran. Sa doctrine est fondée sur la connaissance, source de salut, et accentue l’opposition entre le Bien et le Mal. Il bénéficie du soutien officiel de Shapur Ier pour la diffusion de sa doctrine à la suite d'un entretien qui aurait eu lieu le jour du couronnement du roi sassanide[3].
- 242-244 : guerres de Gordien III contre les Perses sassanides[4].
- Vers 245-248 : le roi sassanide de Perse Shapur Ier annexe la Bactriane[5]. Déclin de l’Empire kusana en Inde. De petites dynasties kouchanes se maintiennent jusqu’au IVe siècle dans l’Hindū-Kūsh.
- 247 : mort de Rav à Soura ; l’école de Nehardea, dirigée par Shmouel, devient le foyer d’étude et d’enseignement rabbinique le plus important de Babylonie jusqu’à sa destruction en 259. Après sa destruction, une autre académie fondée dans la ville de Poumbedita sur l’Euphrate deviens le centre de l’autorité religieuse de tous les Juifs babyloniens jusqu’au milieu du IVe siècle[6]. Deux érudits de cette académie, Abaye et Rava, deviennent célèbres par leurs débats. Rava, devenu marchand de vin, créera une académie à Mahoza, près de Ctésiphon sur le Tigre[7].
- 248 : l’Église de Rome dispose d’un clergé de 155 membres et entretient 1500 veuves et pauvres[8].

- L'évêque de Rome Fabien (236-250) envoie en Gaule sept missionnaires pour évangéliser les grandes villes : Gatien à Tours, Trophime à Arles, Paul à Narbonne, Saturnin à Toulouse, Austremoine à Clermont, Denis à Paris, et Martial à Limoges[9].

- Mani place le royaume d'Aksoum parmi les quatre grandes puissances du monde, après Rome et la Perse, mais avant la Chine[10].

## Personnages significatifs
- Himiko
- Mani (prophète)
- Philippe l'Arabe
- Shapur Ier
- Timésithée